# Svenskøya
Svenskøya è un'isola situata nell'arcipelago delle isole Svalbard, in Norvegia.
L'isola di Svenskøya è la più occidentale e la seconda isola per estensione dell'arcipelago delle isole Kong Karls Land dopo Kongsøya. Svenskøya copre un'area di 137 km².